# Communauté de communes Carnelle Pays-de-France
La communauté de communes Carnelle Pays-de-France est une communauté de communes française, située dans le département du Val-d'Oise et la région Île-de-France.

## Histoire
Une première communauté de communes Carnelle — Pays-de-France est créée par un arrêté préfectoral du 18 décembre 2003 entre les communes de Baillet-en-France, Belloy-en-France, Maffliers, Montsoult, Noisy-sur-Oise, Saint-Martin-du-Tertre, Seugy, Viarmes et Villaines-sous-Bois.
Elle est rejointe par la commune d'Asnières-sur-Oise le 1er janvier 2005, ce qui portait à dix le nombre de communes associées,, à la suite de l'arrêté préfectoral du 5 novembre 2004.
Dans le cadre des dispositions de la loi portant nouvelle organisation territoriale de la République (Loi NOTRe) du 7 août 2015, qui prévoit que les établissements publics de coopération intercommunale (EPCI) à fiscalité propre doivent avoir un minimum de 15 000 habitants (et 5 000 habitants en zone de montagnes), le schéma départemental de coopération intercommunale du Val-d’Oise prévoit la fusion des deux communautés de communes Pays-de-France et Carnelle Pays-de-France, soit près de 31 500 habitants répartis sur les 19 communes du territoire.
Cette fusion est effective le 1er janvier 2017 (hormis pour la commune de Noisy-sur-Oise qui rejoint la communauté de communes du Haut Val-d'Oise).
Une nouvelle communauté de communes Carnelle Pays-de-France est ainsi créée par un arrêté préfectoral du 20 décembre 2016 qui prend effet le 1er janvier 2017,,,

## Territoire communautaire

### Géographie
L'intercommunalité est partiellement située dans le parc naturel régional Oise-Pays de France.

### Composition
La communauté de communes est composée des 19 communes suivantes :

| Nom                    | Code Insee | Gentilé               | Superficie (km2) | Population (dernière pop. légale) | Densité (hab./km2) |
| ---------------------- | ---------- | --------------------- | ---------------- | --------------------------------- | ------------------ |
| Luzarches (siège)      | 95352      | Luzarchois            | 20,49            | 4 909 (2022)                      | 240                |
| Asnières-sur-Oise      | 95026      | Asnièrois             | 14,07            | 3 128 (2022)                      | 222                |
| Baillet-en-France      | 95042      | Baillotais            | 7,91             | 1 947 (2022)                      | 246                |
| Bellefontaine          | 95055      | Bellifontains         | 7,53             | 471 (2022)                        | 63                 |
| Belloy-en-France       | 95056      | Belloisiens           | 9,49             | 2 239 (2022)                      | 236                |
| Châtenay-en-France     | 95144      | Francs-Chatenaisiens  | 3,07             | 73 (2022)                         | 24                 |
| Chaumontel             | 95149      | Chaumontellois        | 4,23             | 3 340 (2022)                      | 790                |
| Épinay-Champlâtreux    | 95214      | Spinaciens            | 3,56             | 58 (2022)                         | 16                 |
| Jagny-sous-Bois        | 95316      | Johannisiens          | 4,18             | 272 (2022)                        | 65                 |
| Lassy                  | 95331      | Lassyens              | 1,92             | 194 (2022)                        | 101                |
| Maffliers              | 95353      | Maffliérois           | 6,79             | 1 768 (2022)                      | 260                |
| Mareil-en-France       | 95365      | Mareillois            | 7                | 721 (2022)                        | 103                |
| Montsoult              | 95430      | Montsoultois          | 3,84             | 4 095 (2022)                      | 1 066              |
| Le Plessis-Luzarches   | 95493      | Plessis-Luzarchois    | 0,9              | 140 (2022)                        | 156                |
| Saint-Martin-du-Tertre | 95566      | Saint-Martinois       | 13,23            | 2 662 (2022)                      | 201                |
| Seugy                  | 95594      | Seugissois ou Cacoins | 1,7              | 1 039 (2022)                      | 611                |
| Viarmes                | 95652      | Viarmois              | 8,19             | 5 509 (2022)                      | 673                |
| Villaines-sous-Bois    | 95660      | Villainois            | 1,89             | 776 (2022)                        | 411                |
| Villiers-le-Sec        | 95682      | Villierains           | 3,26             | 198 (2022)                        | 61                 |

### Démographie
| 1968   | 1975   | 1982   | 1990   | 1999   | 2009   | 2014   | 2020   |
| ------ | ------ | ------ | ------ | ------ | ------ | ------ | ------ |
| 14 082 | 18 726 | 23 140 | 25 937 | 28 253 | 30 033 | 31 504 | 32 623 |

## Organisation

### Siège
Le siège de l'intercommunalité est à Luzarches, au Domaine de la Motte au 3 rue François de Ganay depuis octobre 2021. 
Avant 2017, le bâtiment abritait le siège de la communauté de communes du pays de France.

### Élus
La communauté de communes est administrée par son conseil communautaire, composé en 2017 de 43 conseillers municipaux représentant les 19 communes membres et répartis comme suit en fonction de leur population :
- 7 délégués pour Viarmes ;
- 6 délégués pour Luzarches ;
- 4 délégués pour Monsoult et Chaumontel ;
- 3 délégués pour Saint-Martin-du Tertre et Asnières-sur-Oise ;
- 2 délégués pour Belloy-en-France, Baillet-en-France et Maffliers ;
- 1 délégué pour les autres communes, chacune de moins de 1 500 habitants.

Au terme des élections municipales de 2020 dans le Val-d'Oise, le conseil communautaire renouvelé a réélu son président, Patrice Robin (LR), maire de Villaines-sous-Bois, ainsi que ses vice-présidents, qui sont :
1. Claude Krieguer (Asnières-sur-Oise) – Administration générale, finances, contrôle de gestion, tourisme et mobilité
2. Christiane Aknouche (Baillet-en-France) – Ressources humaines, affaires sociales et familiales, petite enfance et première Vice-Présidente du Centre Intercommunal d’Action Sociale (CIAS)
3. Sylvain Saragosa (Chaumontel) – Développement économique
4. Chantal Romand (Mareil-en-France) – Politique d’emploi local, formation professionnelle et événementiel
5. Michel Mansoux (Luzarches) – Mutualisation
6. Gilbert Maugan (Lassy) – Patrimoine et bâtiments
7. Jean-Noël Duclos (Bellefontaine) – Transition écologique, Plan Climat Air Energie Terrioriale (PCAET) et culture
8. Jean-Marie Bontemps (Belloy-en-France) – Environnement, Gestion des milieux aquatiques et prévention des inondations (GEMAPI) et aire d’accueil des gens du voyage
9. Jean-Christophe Mazurier (Maffliers) – Sécurité générale, numérique, vidéoprotection, Voirie et Réseau Divers (VRD)
10. Silvio Biello (Montsoult) – Communication générale

### Liste des présidents
| Période                                  | Période                    | Identité           | Étiquette | Qualité |
| ---------------------------------------- | -------------------------- | ------------------ | --------- | --- |
| Les données manquantes sont à compléter. |                            |                    |           | |
|                                          | décembre 2016              | Raphaël Barbarossa |           | Médecin, Maire de Belloy-en-France (1995 →)                                                                      |
| janvier 2017                             | En cours (au 18 mars 2021) | Patrice Robin      | LR        | Cadre dirigeant de Continental Foods France Maire de Villaines-sous-Bois (2014 →) Réélu pour le mandat 2020-2026 |

### Compétences
L'intercommunalité exerce les compétences qui lui ont été transférées par les communes membres, dans les conditions déterminées par le code général des collectivités territoriales. Il s'agit de :  
- aménagement de l’espace : opérations reconnues d’intérêt communautaire concourant à l’aménagement de l’espace, à l’embellissement des communes, à la préservation et la mise en valeur des paysages ; schéma de cohérence territoriale (SCOT) et/ou d’un schéma de secteur en conformité avec le schéma directeur de la région Île-de-France (SDRIF) ; politiques contractuelles d’aménagement du territoire ; .signalétique touristique d’intérêt communautaire ;

- développement économique :  zones d’activités ; politique locale du commerce et soutien aux activités commerciales d’intérêt communautaire ; promotion du tourisme dont la création d’offices de tourisme ;

- aires d’accueil des gens du voyage, telles que déterminées dans  le schéma départemental d’accueil des gens du voyage.

- Collecte et traitement des déchets des ménages et déchets assimilés, par délégation aux deux syndicats auxquels les communes et les anciennes communautés de communes du Pays de France et Carnelle-Pays de France avaient adhéré (Le SIGIDURS et TRI OR) ;

- gestion des milieux aquatiques et prévention des inondations (GEMAPI) : aménagement d’un bassin ou d’une fraction de bassin hydrographique, entretien et aménagement d’un cours d’eau, canal, lac ou plan d’eau, y compris les accès à ce cours d’eau, à ce canal, à ce lac ou à ce plan d’eau ; défense contre les inondations ; protection et restauration des sites, des écosystèmes aquatiques et des zones humides ainsi que des formations boisées riveraines; participation aux syndicats dont étaient membres les communes (SIAH, SIABY, SITRARIVE, SMBO, Syndicat Intercommunal de la Vallée du Rû de Presles (pour les communes de Maffliers et de Saint-Martin-du-Tertre).

- protection et mise en valeur de l’environnement : protection des paysages, la préservation de la faune et de la flore ; plan paysage, actions d’intérêt communautaire pour l’information et l’éducation en matière de patrimoine naturel local ou la lutte contre les nuisances sonores ; soutien aux communes pour les opérations de nettoyage (notamment de lutte contre les dépôts sauvages) et de mise en valeur de l’environnement ; le cas échéant, dans le cadre de schémas départementaux, soutien aux actions de maîtrise de la demande d’énergie, actions d’animation et de sensibilisation visant à l’amélioration de la collecte sélective et à la réduction de la quantité de déchets en favorisant le recyclage et le compostage ; plan climat-air-énergie territorial (PCAET).

- politique du logement et du cadre de vie : acquisition et réhabilitation dans les parcs immobiliers existants, sur proposition communale ; opération programmée d'amélioration de l'habitat (OPAH) destinées à favoriser la mise sur le marché de logements locatifs à loyer conventionné pour les jeunes décohabitants et/ou les familles modestes ; exercice de tout droit de préemption, sur délégation communale ; recherche de financements pour la rénovation, la conservation du patrimoine rural de chaque commune membre et la préservation des espaces naturels sensibles. Seules les opérations reconnues d’intérêt communautaire pourront être portées par la communauté de communes (sollicitation, financement et maîtrise d’ouvrage), notamment pour la préservation des espaces naturels sensibles.

- voirie communautaire reconnue d'intérêt communautaire (ces voies communautaires se caractérisent par leur fonction de desserte des principaux axes structurants et géographiques du territoire de la communauté de communes : axes principaux, voies de raccordement aux routes départementales, liaisons intercommunales, voies fréquentées par un nombre important de véhicules, les transports en commun et/ou les transports scolaires, accès aux principaux équipements, services publics ou d’intérêt général, commerces et infrastructures du territoire, les parkings des gares), concernant la chaussée, à l'exclusion des accotements et dépendances de la voie concernée ;

- équipements culturels et sportifs d’intérêt communautaire : toutes les bibliothèques du territoire de Carnelle Pays-de-France, accueillies dans des bâtiments communautaires, municipaux et/ou ayant le caractère associatif ;  développement et coordination d’un réseau de bibliothèques/médiathèques communautaires, publiques ou associatives sur le périmètre de la communauté de communes Carnelle Pays-de-France ; action culturelle (organisation d’animations culturelles en lien avec les communes, les groupes scolaires et regroupements pédagogiques intercommunaux du territoire. Partenariat avec l’abbaye de Royaumont, les communes, les groupes scolaires et regroupements pédagogiques intercommunaux du territoire pour les parcours pédagogiques des écoles et en direction des administrés) ; manifestations sportives d’intérêt communautaire ;

- action sociale d’intérêt communautaire : centre intercommunal d’action sociale (CIAS) en collaboration et en partenariat avec les CCAS communaux ; il intervient en complément de leur action locale ; instruction des dossiers d’aide sociale obligatoire, action en faveur de l’insertion et de lutte contre les exclusions, en particulier suivi des bénéficiaires du revenu de solidarité active (RSA) et domiciliation des personnes sans lieu de résidence stable, en partenariat complémentaire et de proximité d’une part avec les services du conseil départemental du Val-d'Oise et d’autre part avec les CCAS des communes ; coordination et gestion entre les différents partenaires sociaux notamment dans le cadre d’un projet de service social itinérant de proximité sur le territoire communautaire ; portage de repas ; accueil de personnes ayant fait l’objet de décisions de justice visant l’accomplissement d’un travail d’intérêt général (TIG) en liaison avec le service pénitentiaire d'insertion et de probation du Val d’Oise ; soutien au secteur associatif (soutien logistique et financier aux associations caritatives locales s’occupant notamment d’urgence sociale ainsi qu’aux associations d’aide à domicile en milieu rural).

- Petite enfance : gestion d’une halte-garderie itinérante (La Ronde de Carnelle) ; soutien aux modes d’accueil collectif de petite enfance des communes (multi-accueil collectifs, crèches, micro-crèches et halte-garderie par convention avec la commune d’implantation de la structure d’accueil petite enfance) ; relais d'assistantes maternelles communautaires itinérant d’intérêt communautaire et soutien aux relais et regroupements d’assistantes maternelles associatifs situés sur le territoire de la communauté de communes Carnelle Pays-de-France.

- Jeunesse : actions d’intérêt communautaire en faveur des jeunes et notamment adhésion aux missions locales ; contrats favorisant l’enfance et la jeunesse (contrat enfance-jeunesse communautaire avec la caisse d'allocations familiales (France) ...

- maisons de services au public (MSAP)
- Politique de la ville  : dispositifs locaux de prévention de la délinquance, sous réserve de l’accord de la commune d’implantation : étude, installation, gestion et maintenance de matériel de vidéo-protection sur le territoire communautaire. Création de locaux techniques de visionnage ;

- aménagement numérique : technologies de l’information et de la communication : développement des infrastructures et aménagements permettant un meilleur accès aux technologies de l’information et de communication ; infrastructures et réseaux de communications électroniques (La communauté de Communes Carnelle Pays-de-France adhère au syndicat mixte Val d’Oise numérique).

- Sécurité publique et prévention de la délinquance : gestion immobilière de la gendarmerie d’Asnières-sur-Oise.

- urbanisme et cadre de vie : assistance aux communes membres dans l’élaboration de leurs documents d’urbanisme et coordination entre leur Plan Local d’Urbanisme (PLU) respectif, assistance à l’instruction des autorisations d’occupation des sols sur mandat des maires et dans le cadre d’un service commun mutualisé avec la commune considérée ; aménagement et entretien de liaisons douces (itinéraires mixtes pour piétons, vélos, roller et personnes à mobilité réduite) et de voies vertes reconnues d’intérêt communautaire ; salage et déneigement de voies communales et communautaires en partenariat avec des agriculteurs.

### Régime fiscal et budget
La communauté de communes est un établissement public de coopération intercommunale à fiscalité propre.
Afin de financer l'exercice de ses compétences, la communauté de communes perçoit une fiscalité additionnelle aux impôts locaux des communes, avec fiscalité professionnelle de zone (FPZ) et sans fiscalité professionnelle sur les éoliennes (FPE).
Elle collecte également la taxe de séjour depuis 2018 afin de financer les voies vertes et les actions de l'office du tourisme,

### Projets et réalisations
Conformément aux dispositions légales, une communauté de communes a pour objet d'associer des « communes au sein d'un espace de solidarité, en vue de l'élaboration d'un projet commun de développement et d'aménagement de l'espace ».
Politique contractuelle
Un contrat de ruralité a été signé le 22 juin 2017 entre l'État, le Département, le parc naturel régional Oise-Pays de France et l'intercommunalité. Celui-ci prévoit que Carnelle Pays de France bénéficiera de 600 000 € de subventions pour soutenir les investissements de l'intercommunalité.
En matière de développement économique et l'intercommunalité.
Aménagement du parc d'activités Zone de l'Orme, situé au cœur du parc naturel régional Oise-Pays de France, à 1 km des gares de Viarmes et de Belloy - Saint-Martin.
En matière de sécurité
Construction d'une nouvelle gendarmerie à Viarmes et installation d'un réseau de vidéo-protection de 80 caméras.